# Tan Sitong
Tan Sitong (1865–1898), var en kinesisk intellektuell och reformator som deltog i Kang Youweis och Liang Qichaos reformrörelse 1898 som syftade till att omvandla Qingdynastin till en konstitutionell monarki. Efter Cixis statskupp den 20 september valde Tan att stanna kvar i Peking och blev avrättad.
Tans familj kom från Liuyang i Hunan-provinsen, men han föddes i Peking där hans far arbetade i centralregeringen. Tan tillhörde en generation som oroade sig för imperialismens inbrytningar i Kina och ägnade en stor del av sin ungdom åt intensiva studier, och kom sinom tid att bli en förespråkare av "fullständig västerisering" av Kina. När Zhang Zhidong var guvernör i hans hemprovins Hunan deltog han i den lokala reformrörelsen i provinsen.

## Källa
- Hummel Arthur W., red (1943–1944) (på engelska). Eminent Chinese of the Ch'ing period (1644-1912). Washington. Libris 8109911
- Kwong, Luke S. K. (1996) (på engelska). T'an Ssu-t'ung, 1865–1898: life and thought of a reformer. Sinica Leidensia, 99-0101542-1 ; 36. Leiden: Brill. Libris 7215339. ISBN 90-04-10471-2